# توني كاري (لاعب كرة قاعدة)
توني كاري (بالإنجليزية: Tony Curry)‏ هو لاعب كرة قاعدة أمريكي، ولد في 22 ديسمبر 1937 في ناساو في باهاماس، وتوفي بنفس المكان في 16 أكتوبر 2006.

## وصلات خارجية
- توني كاري على موقع دوري كرة القاعدة الرئيسي (الإنجليزية)
- توني كاري على موقعبيزبول رفرنس.كوم (الدوري الرئيسي) (الإنجليزية)
- توني كاري على موقعبيزبول رفرنس.كوم (الدوري الثانوي) (الإنجليزية)
- توني كاري على موقع إي إس بي إن.كوم (أم.أل.بي) (الإنجليزية)
- توني كاري على موقع مشجعي الرسوم البيانية (الإنجليزية)